# Michael De Angelis
Michael „Mike“ De Angelis (* 27. Januar 1967 in Kamloops, British Columbia) ist ein ehemaliger italo-kanadischer Eishockeyspieler, der in der Deutschen Eishockey Liga für die Adler Mannheim und die Augsburger Panther aktiv war.

## Karriere
Der 1,80 m große Verteidiger begann seine Karriere bei den Penticton Knights in der kanadischen Juniorenliga British Columbia Hockey League sowie im Spielbetrieb der National Collegiate Athletic Association für die University of Minnesota Duluth, bevor er in der Saison 1987/88 für die Kalamazoo Wings in der International Hockey League auf dem Eis stand.
1989 wechselte De Angelis nach Italien, wo er zunächst für den HC Fiemme Cavalese, später für den HC Devils Milano in der Serie A spielte. In der Spielzeit 1995/96 wechselte er kurz zum HC Lugano in die Nationalliga A, kehrte jedoch bald wieder nach Mailand zurück und war für den HC Milano 24 aktiv. Zur Saison 1997/98 unterschrieb Michael De Angelis einen Vertrag bei den Nottingham Panthers aus der britischen Ice Hockey Superleague, noch während der Saison wechselte er zurück nach Nordamerika, um in der Minor League West Coast Hockey League zu spielen. Nach einem kurzen Engagement bei den Adler Mannheim in der DEL und dem IC Gentofte aus der dänischen Superisligaen in der Saison 1998/99, spielte er für weitere Vereine in der WCHL. 2001 kehrte De Angelis noch einmal nach Mailand zurück und beendete seine Karriere schließlich bei den Augsburger Panthern in derselben Spielzeit.

### International
Für die italienische Eishockeynationalmannschaft nahm Michael De Angelis zwischen 1991 und 2001 regelmäßig an Weltmeisterschaften teil, außerdem bestritt er die olympischen Eishockeyturniere 1992 und 1994. Bei der Weltmeisterschaft 1998 wurde er bei der Dopingkontrolle positiv Ephedrin und Pseudoephedrin getestet und für drei Monate gesperrt.

## Erfolge und Auszeichnungen
| - 1988 WCHA First All-Star Team - 1988 NCAA West Second All-American Team - 1992 Italienischer Meister mit dem HC Devils Milano - 1993 Italienischer Meister mit dem HC Devils Milano | - 1994 Italienischer Meister mit dem HC Devils Milano - 1999 Deutscher Meister mit den Adler Mannheim - 2000 Taylor-Cup-Gewinn mit den Phoenix Mustangs |

### International
- 2000 Aufstieg in die A-Gruppe bei der B-WM

## Karrierestatistik
(Legende zur Spielerstatistik: Sp oder GP = absolvierte Spiele; T oder G = erzielte Tore; V oder A = erzielte Assists; Pkt oder Pts = erzielte Scorerpunkte; SM oder PIM = erhaltene Strafminuten; +/− = Plus/Minus-Bilanz; PP = erzielte Überzahltore; SH = erzielte Unterzahltore; GW = erzielte Siegtore; 1 Play-downs/Relegation; Kursiv: Statistik nicht vollständig)